# Ван Хук, Миша
Миша ван Хук (Micha van Hoecke, 22 июля 1944, Брюссель — 7 августа 2021) — бельгийский танцовщик и хореограф, балетмейстер.

## Биография
Родился 22 июля 1944 года. Внук состоятельного фабриканта из Харькова, который уехал за границу, пострадав от революции. Отец Миши — бельгиец из Фландрии, мама была балериной, она сохранила русские традиции в семье, поэтому Миша немного понимал по-русски и всегда стремился в Россию, куда попал лишь в 2001 году.
В 1960 году поступил в труппу Ролана Пети и через два года поступил в брюссельскую труппу Мориса Бежара «Балет XX века», где танцевал на протяжении 25 лет в спектаклях «Весна священная», «Ромео и Джульетта», «Месса по настоящему времени» («фр. Messe pour le temps présent»), «Симфония для одинокого мужчины» («Symphonie pour un homme seul»), «Нижинский — божественный клоун» («Nijinski, clown de Dieu»), «Наш Фауст», «Парижская радость».
Балетмейстерская карьера Миши ван Хука началась в 1971 году, когда он поставил спектакль «Антигона» на музыку Микиса Теодоракиса с труппой Анны Беранже, балет был показан на фестивале в Авиньоне в 1972 году. Затем последовали премьеры балетов «Sequenza III» на музыку Л.Берио, «Испанская рапсодия», «Дневник сумасшедшего», «Молодожёны на Эйфелевой башне» и «Вальс» на музыку Равеля. Все эти спектакли Миша поставил для труппы Бежара.
На фестивале «Музыкальный май» во Флоренции прошли премьеры балетов «Версия» на музыку Э. Вареза («Приз Флоренции»,1978), «Павана по усопшим детям», «Каскад» и «Magnificat».
На сцене Римского театра оперы и балета: «Berg Kristall» (1983), «Hommage a Petrassi» (1984), «Fellini» (1995).
В Ла Скала: «Орфей из Полициано» (1983, совместно с Лучано Дамиани).
В Театре Сан Карлос в Неаполе: «Лючиа!».
В 1978 году Бежар назначил ван Хука художественным руководителем школы «Centro Mudra».
В 1981 году балетмейстер создал собственную труппу — «Ансамбль современного балета», которая в 1984 году переехала в Италию, где продолжает выступать и по сей день.
В 1983 году ван Хук был ассистентом балетмейстера фильма «Одни и другие», номер «Болеро» с Хорхе Доном.
Миша ван Хук успешно сотрудничает с «Ravenna Festival» и его руководителем Риккардо Мути. Начиная с 1990 года Миша работал как оперный режиссёр над спектаклями «Немая из Портичи» Ф.Обера (1991), Симфония «Данте» Листа (1990), «Прощай Италия!» на муз. Россини (1992, премия за хореографию), «Памяти Малера» (1994), «Орфей», «Пульчинелла» (1996), «Пилигримы» (1998, «Pèlerinage», с Киарой Мути), «Лунный Пьеро» Шёнберга (1998), «Кармен» Бизе (2000, режиссура и хореография) — все постановки с оркестром Риккардо Мути.
В 1995 году специально для Наталии Макаровой и легендарного французского танцовщика Жана Бабиле хореограф Миша ван Хук создал миниатюру «Феллини», которую они исполнили на Вилле Боргезе в Риме на Фестивале памяти Федерико Феллини.
В 1997 году ван Хук становится руководителем балетной труппы «Massimo» в Палермо, где ставит спектакли «Кармина Бурана» Орфа (1999), «Мученичество святого Себастьяна» (1999, музыка Дебюсси к одноимённой оратории-мистерии Д’Аннуцио).
В 1998 году Морис Бежар поставил для Миши ван Хука и Карлы Фраччи балет «Прощальный час», после которого Миша поехал в «Ла Скала» и восстановил «Сомнамбулу» Джорджа Баланчина. На рождественском фестивале встретил японскую танцовщицу Мики Мацусе (Miki Matsuse) и женился на ней.
С 2000 года Миша ван Хук работает на итальянском телевидении, поставил балеты «Бергамский праздник на площади» и «Amore, Amore».
В сезоне 1999/2000 для Государственного театра Катании Миша ван Хук поставил спектакль «Троянцы» по Еврипиду и Сенеке (Лина Сати и труппа «Ансамбль современного балета»), в сезоне 2000/2001 — балет «Пилигримы».
В 2006 году балетная труппа побывала в турне по Китаю, где показала спектакль, посвящённый Марии Каллас (фр. «Maria Callas, La voix des choses»), в 2008 году — спектакль «Макбет» был представлен в Овьедо и в Льеже, а спектакль «Кармен» в Равенне (2009). Также в итальянских городах было показано несколько интересных спектаклей «Ансамбля современного балета Миши ван Хука» в сезоне 2010/2011.
В сезонах 2010/2011/2012 — артистический директор балета Римского оперного театра. Умер 7 августа 2021 года.

## Известные постановки
- «Антигона» на музыку Микиса Теодоракиса (1971—1972, Авиньонский фестиваль)
- «Орфей из Полициано» — режиссёр Роберто де Симоне (Roberto De Simone, дирижёр Риккардо Мути, сценография Лучано Дамиани (Luciano Damiani) (Ла Скала,1983)
- «Лючиа!» на музыку Сержио Рендине (Сан Карлос, 1987)
- «Седьмой король Рима» («I sette re di Roma») на музыку Никола Пьовани (Nicola Piovani), режиссёр Пьетро Гаринеи (Pietro Garinei), Teatro Sistina, (1989)
- «Феллини» на музыку Нино Рота (Римский оперный театр, (1995). Постановка для Наталии Макаровой, представленная на Фестивале памяти Федерико Феллини, Вилла Боргезе.
- «Травиата» — Ла Скала, режиссёр Лилиана Кавани, дирижёр Риккардо Мути
- «Волшебная флейта» — Ла Скала, дирижёр Риккардо Мути
- «Идоменей» — Ла Скала, режиссёр Роберто де Симоне, дирижёр Риккардо Мути
- «Поцелуй феи» — Ла Скала, дирижёр Риккардо Мути
- «Троянцы» — Опера Бастилия, режиссёр Пьер Луиджи Пицци (Pier Luigi Pizzi), дирижёр Мюнг Ван Чунг
- «Кармен» Бизе (2000), — режиссура и хореография, сценография — Алессандро Лаи (Alessandro Lai), Равенна[8]
- «Теорема Пьера Паола Пазолини» на музыку Джорджио Батистелли (Giorgio Battistelli) — Театро Аржентина (Teatro Argentina)
- «Maria Callas — La voix des choses» (Tempo Reale, 2003)
- «Аида» (Римский оперный театр, 2011)

## Премии
- 1986 — Гран При Общества Авторов (Брюссель)
- 1990 — Международная премия Джино Тани в области сценических искусств
- 1992 — Премия за лучшую современную хореографию за постановку балета «Adieu a l’Italie»
- 1993 — Премия «Этрусская Ривьера» в Кастильончелло — лучший хореограф мирового уровня
- 1994 — Премия XXIII фестиваля танцевального искусства «La Massine»